# І-350
І-350 — надзвуковий фронтовий винищувач-перехоплювач, розроблений ОКБ-155.
Літак І-350 був спробою створити надзвуковий винищувач з вітчизняним ТРД. Перший виліт літак здійснив 16 червня 1951 року. Випробування проводив льотчик-випробувач Г. А. Сєдов. З першого вильоту виявилася нестійка робота двигуна ТР-3А, яка мало не призвела до катастрофи. Постановою Ради Міністрів від 10 серпня 1951 року роботи по літаку були припинені у зв'язку з початком робіт зі створення винищувача супроводу І-360 з двома двигунами АМ-5.

## Тактико-технічні характеристики
Джерело даних: Gunston B., Gordon Y., 1998.
Технічні характеристики
- Екіпаж: 1 пилот
- Довжина: 16,652 м
- Розмах крила: 9,73 м
- Висота:
- Площа крила: 36 м²
- Профіль крила: ЦАГІ С-12 — корінь крила, ЦАГІ СР-7С — закінцівки
- Кут стрілоподібності по лінії 1/4 хорд: 57°
- База шасі: 4,997 м
- Колія шасі: 4,47 м
- Маса порожнього: 6125 кг
- Нормальна злітна маса: 8000 кг
- Максимальна злітна маса: 8710 кг
- Силова установка: 1 × ТРД ТР-3А
- Тяга: 1 × 4600 кгс (45,1 кН)

Льотні характеристики
- Максимальна швидкість: 1240 км/год (М=1,01) біля землі
  - на висоті: 1266 км/год (М=1,19) на 10 000 м
- Практична дальність: 1120 км
  - з ППБ: 1620 км
- Практична стеля: 16 600 м
- Час набору висоти:
  - 5000 м за 1,1 хв
  - 10 000 м за 2,6 хв
- Навантаження на крило: 222,2 кг/м²
- Тягооснащеність: 0,58

Озброєння
- Стрілецько-гарматне:
  - 1 × 37 мм гармата Н-37Д
  - 2 × 23 мм гармати НР-23
- Точки підвіски: 1 під фюзеляжем
- Бомби: 1 × 1000 кг